# Draba nuda
Draba nuda là một loài thực vật có hoa trong họ Cải. Loài này được (Bél.) Al-Shehbaz & M.Koch mô tả khoa học đầu tiên năm 2003.